# Risurrezione della figlia di Giairo

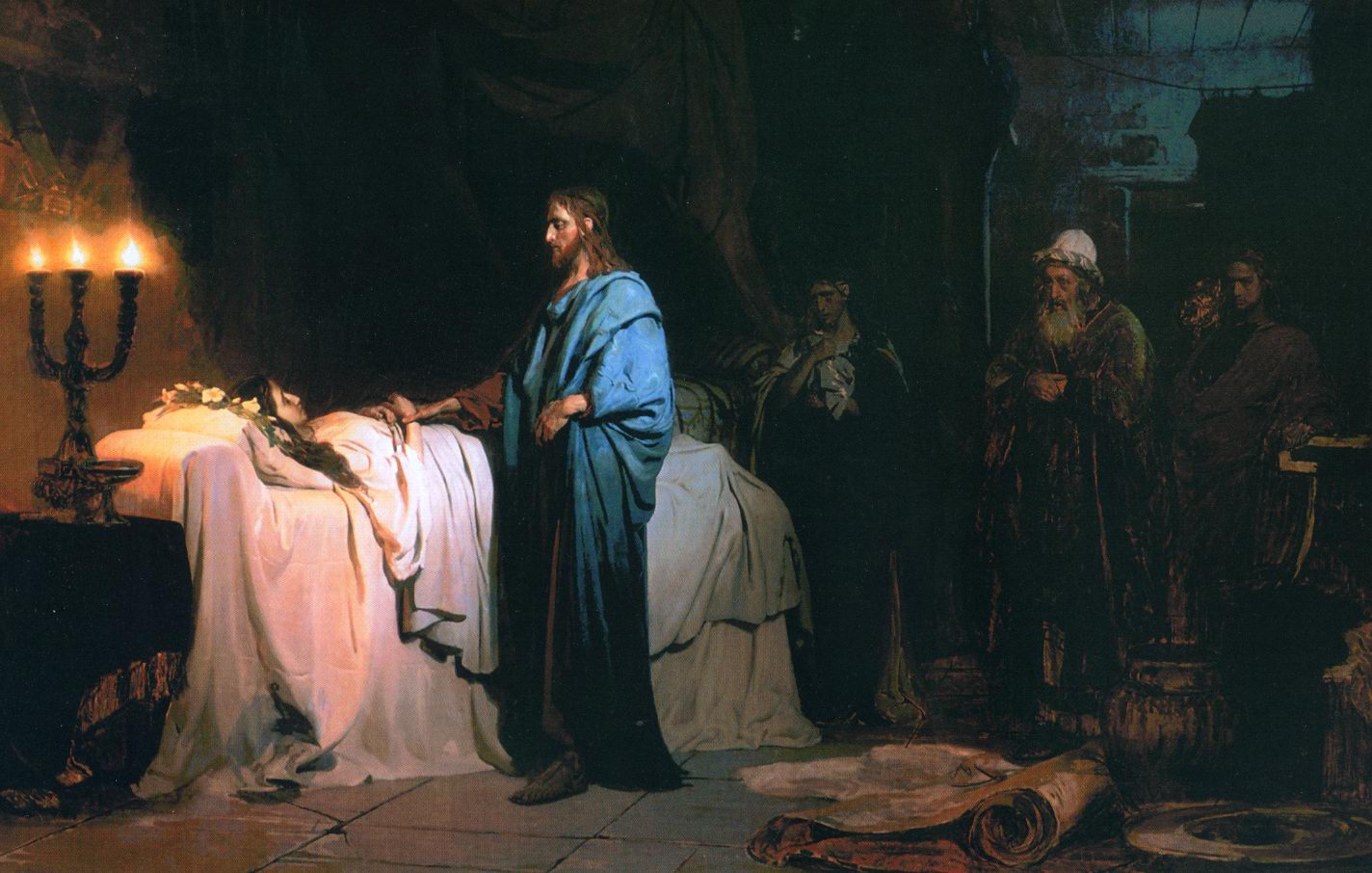
Risurrezione della figlia di Giairo, dipinto di Ilya Repin, olio su tela, 229 x 382 cm, San Pietroburgo, Museo russo.

La risurrezione della figlia di Giairo è una combinazione di miracoli di Gesù descritta nei tre vangeli sinottici (Marco 5,21-43, Matteo 9,18-26, Luca 8,40-56).

## I miracoli
Nella versione del Vangelo secondo Marco, dopo aver scacciato un demone (Legione) a Gerasa, Gesù riattraversa il "mare" e viene circondato dalla folla. È avvicinato da Giairo, «uno dei capi della sinagoga», che lo prega di guarire la figlia malata. Mentre Gesù si reca a casa di Giairo, tra la folla una donna che soffre di perdita di sangue gli tocca il mantello e viene guarita; giunto a casa di Giairo, risuscita la ragazza, morta nel frattempo, nonostante i parenti della ragazza volessero convincere il padre a non disturbare più Gesù e schernissero lo stesso Gesù che asseriva che la fanciulla dormisse e andasse solo svegliata.
Si tratta dunque di un esempio di interpolazione tipico dell'autore di Marco, in cui la guarigione dell'emorroissa interrompe e sospende quella della risurrezione della ragazza aumentandone la drammaticità. Inoltre le due storie si arricchiscono a vicenda: da una parte la guarigione dell'emorroissa (dunque una donna impura) interrompe l'opera di Gesù a favore di uno dei capi della sinagoga; dall'altra la ragazza malata muore durante la guarigione dell'emorroissa, e il miracolo di guarigione diventa una risurrezione, così come avvenuto per la risurrezione di Lazzaro.

## Discordanze nelle narrazioni
I resoconti degli evangelisti non appaiono concordi, su alcuni dettagli inconciliabili, in merito alla richiesta fatta da Giairo e al momento in cui questa viene fatta. Infatti, nei Vangeli secondo Marco e secondo Luca (Mc5,21-42 ; Lc8,40-56), Giairo chiede a Gesù di seguirlo alla propria casa per guarire la figlia malata, che morirà solo mentre si recano da lei; invece nel Vangelo secondo Matteo (Mt9,18-26), quando Giairo parla con Gesù, sua figlia è già morta e gli chiede quindi di venire a casa sua per resuscitarla e, sempre nella versione redazionale matteana, a differenza degli altri sinottici, quando "Gesù e i discepoli seguono il padre della piccola fino a casa, non si fa parola di «intermediari» di alcun tipo [...] non ci sono rappresentanti, legazioni o avversari".